# فیشباخ بای دان
فیشباخ بای دان (به آلمانی: Fischbach bei Dahn) یک شهر در آلمان است که در زودوستپفالتس واقع شده‌است. فیشباخ بای دان ۱٬۶۴۱ نفر جمعیت دارد.